# Ralph Zondag
Ralph Zondag est un réalisateur, scénariste et animateur américain, spécialisé dans le cinéma d'animation.

## Carrière
Zondag et son frère Dick Zondag débutent comme animateur sur les films du réalisateur Don Bluth. En 1991, après le film Rock-o-rico, il quitte les studios et réalise avec son frère et deux autres réalisateurs, le film Les Quatre Dinosaures et le Cirque magique des studios Amblimation.
Il intègre par la suite les studios Disney avec qui il travaille comme scénariste secondaire ainsi que dans la supervision du scénario. En 2000, il réalise son deuxième film : Dinosaure avec Eric Leighton. Au milieu des années 2000, Zondag se démarque un peu des studios et est storyboardeur et animateur pour d'autres studios.

## Filmographie
- Comme réalisateur:
  - 1993 : Les Quatre Dinosaures et le Cirque magique (avec Simon Wells, Phil Nibbelink et Dick Zondag)
  - 2000 : Dinosaure (avec Eric Leighton)

- Comme scénariste :
  - 1991 : Rock-o-rico (storyboardeur)
  - 1994 : Le Lutin magique (storyboardeur)
  - 1995 : Pocahontas (supervision du scénario)
  - 2000 : Dinosaure
  - 2004 : La ferme se rebelle (scénariste secondaire)
  - 2004 : Balto 3 : Sur l'aile du vent (storyboardeur)
  - 2006 : La Petite Fille aux allumettes (développement de l'histoire)

- Comme animateur :
  - 1985 : Les Bisounours, le film
  - 1985 : Ewoks (série télé, 13 épisodes)
  - 1986 : Fievel et le nouveau monde
  - 1988 : Le Petit Dinosaure et la Vallée des merveilles
  - 1989 : Charlie
  - 2003 : Les Razmoket rencontrent les Delajungle (animateur additionnel)
  - 2006 : Vaillant, pigeon de combat !
  - 2006 : Georges le petit curieux
  - 2008 : Volt, star malgré lui